# Курамшина, Гульнара Маратовна
Курамшина Гульнара Маратовна  (род. 6 июля 1948, Уфа) — российский химик, ведущий научный сотрудник (Московский государственный университет имени М. В. Ломоносова, Химический факультет, кафедра физической химии, лаборатория молекулярной спектроскопии), доктор химических наук. Основным направлением исследований является молекулярная спектроскопия.

## Биография
Гульнара Маратовна родилась 6 июля 1948 года в городе Уфа, БАССР. Мать, Курамшина Асия Шакировна, – заслуженный врач БАССР, была потомственным медиком, работала в Республиканской стоматологическая поликлинике. Отец, Курамшин Марат Курамшич, – юрист, член Верховного суда БАССР, был участником Великой Отечественной войны.
Гульнара Маратовна закончила с золотой медалью математический класс школы №39 г. Уфа в 1966 году. В год выпуска был очень высокий конкурс в вузы, поскольку 1966 стал годом «двойного выпуска»: тогда одновременно школу заканчивали и 10, и 11 классы. Гульнара Маратовна после выпуска поступила на факультет приборостроения Уфимского авиационного института, однако после окончания первого курса перепоступила на Химический факультет МГУ как медалистка.
Область научных интересов Гульнары Маратовны определялась, в большей степени, базовой математической подготовкой. Дипломную работу выполняла на кафедре физической химии в лаборатории молекулярной спектроскопии, научным руководителем был с. н. с., к. х. н. Ю. Н. Панченко. Закончила Московский университет в 1972 году с красным дипломом.
После выпуска поступила в аспирантуру к профессору, д. х. н. Ю. А. Пентину. В 1977 году защитила кандидатскую диссертацию «Колебательные спектры и силовые поля простейших фторхлорзамещенных алканов» . В 1994 году защитила докторскую диссертацию «Силовые поля, колебательные спектры и строение фторхлорзамещенных углеводородов» .

## Научная деятельность
На химическом факультете Г. Курамшина прошла путь от младшего научного сотрудника (1976 год) до ведущего научного сотрудника (со степенью доктора наук, 1994 год). Являлась приглашенным профессором в университете Васэда (Токио, Япония) – 1991, 1995, 1997, 2000, 2004, 2009 года; Висконсинском университете (Мадисон, США) – 1992, 1994, 2001 года, Джексонском университете (Джексон, Миссисипи, США) – 2005 год, университете штата Монтана (Бозмен, США) – 2007, 2010 года.
Основной сферой научных интересов является решение обратных задач колебательной спектроскопии; развитие математических методов обработки данных колебательной спектроскопии на основе теории решения нелинейных некорректных задач (теория регуляризации А. Н. Тихонова), а также экспериментальные исследования колебательных спектров соединений различных классов с заторможенным внутренним вращением  .
Гульнара Маратовна также занималась созданием базы данных гибридного типа (информационной системы ИСМОЛ)  по молекулярным спектральным постоянным соединений сырой нефти и продуктов ее переработки.
С 2003 по 2018 год Гульнара Маратовна являлась руководителем научных грантов Российского фонда фундаментальных исследований.
Является автором более 180 научных статей в ведущих научных журналах.
В настоящее время принимает активное участие в российских и международных научных конференциях с пленарными и приглашенными докладами.

## Педагогическая деятельность
Г. М. Курамшина является соавтором учебного пособия «Основы молекулярной спектроскопии». Под ее руководством студенты выполнили 20 курсовых работ и 6 дипломных работ.
Гульнара Маратовна – автор около 20 учебных курсов. В настоящее время читает курсы «Физические методы в химии», «Обратные задачи колебательной спектроскопии» и другие.

## Список монографий
- Пентин Ю. А., Курамшина Г. М. Основы молекулярной спектроскопии. М.: Бином 2008. 398 с.
- Кочиков И.В., Курамшина Г.М., Пентин Ю.А., Ягола А.Г. Обратные задачи колебательной спектроскопии. М.: Изд-во МГУ 1993. 240 с.
- Кочиков И.В., Курамшина Г.М., Пентин Ю.А., Ягола А.Г. Обратные задачи колебательной спектроскопии. М.: КУРС Москва 2017. 336 с.
- Yagola A.G., Kochikov I.V., Kuramshina G.M., Pentin Ya A. Inverse Problems of Vibrational Spectroscopy. Boston.: Walter de Gruyter GmbH Berlin 2014. 298 p.